# باسارا (پیروت)
باسارا (به صربی: Basara) یک منطقهٔ مسکونی در صربستان است که در پیروت واقع شده‌است. باسارا ۸ نفر جمعیت دارد.